# Lachnocaulon
Lachnocaulon là một chi thực vật có hoa trong họ Eriocaulaceae.